# Béguinage
 (janvier 2024).

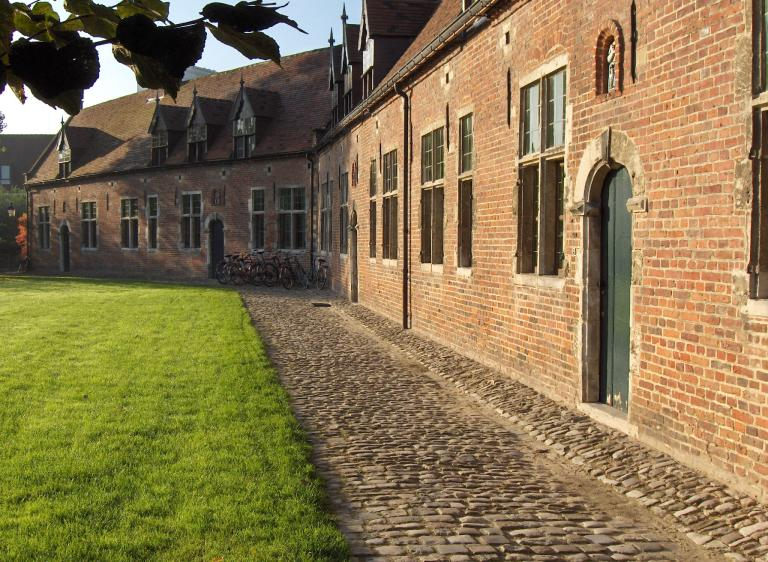
Le Groot Begijnhof (Grand Béguinage) de Louvain, en Belgique.

Un béguinage (en néerlandais : begijnhof) est un lieu où vivait une communauté religieuse laïque de béguines. Les logements étaient généralement regroupés en une ou deux rangées de petites maisons reliées par des coursives, le tout habituellement réuni autour d'une cour, où se trouvait un jardin, et d'une chapelle. Ils formaient de véritables villages dans la ville et ont été particulièrement nombreux en Flandres et aux Pays-Bas.
Ces béguinages médiévaux abritaient les communautés de béguines, femmes pieuses, à la fois religieuses et laïques, qui n'étaient pas engagées par des vœux de type monastique et vivaient de ce fait en autonomie, car ne dépendant d'aucune hiérarchie tant religieuse que séculière. Au cours de l'histoire, des béguinages d'hommes sont aussi apparus et on estime que 80 000 hommes, appelés béguards, y vivaient aux XVIIe et XVIIIe siècles. 
Le béguinage en tant que mouvement communautaire ayant aujourd'hui totalement disparu, les anciens béguinages médiévaux, quand ils ont subsisté, ont reçu d'autres affectations. Lorsque les bâtiments n'existent plus, les noms de rue en rappellent l'existence, comme à Delft ou à Utrecht, aux Pays-Bas. En Flandre belge, treize parmi les béguinages les mieux conservés, ont été inscrits par l'UNESCO sur la liste du patrimoine mondial (voir Béguinages flamands).

## Histoire
L'histoire du béguinage est encore méconnue malgré des fonds documentaires très riches mais qui sont restés inexploités pendant une longue période. 
Le béguinage existe dès le XIIe siècle et il est attesté à Liège en 1173 ainsi que dans le Nord de la France actuelle. L'implication d'Élisabeth de Hongrie, qui sera canonisée le 4 juin 1235 par la bulle Gloriosus in majestate, est un élément moteur à partir de 1227 car sa position sociale crée une émulation. Elle décide à cette époque de soulager la misère des femmes seules en s'appuyant sur les hôpitaux de l'époque. Peu à peu, les béguinages se détachent de ce lien hospitalier pour devenir des communautés indépendantes.
D'abord critiqués par Latran II, les béguinages furent encouragés par la papauté, avant d'être inquiétés par l'Inquisition.
Le mouvement béguinal est interdit en 1312 à la suite du concile de Vienne convoqué par Clément V. Jugée hérétique à cette occasion, la vie béguinale est réhabilitée par des bulles papales de protection à partir de 1319.
« En Belgique et en Allemagne, le concept a perduré, et on décompte encore des centaines de béguinages sous forme d’habitats adaptés au vieillissement. En France, le concept en est encore à ses balbutiements », comme en témoigne le Béguinage solidaire de Valognes qui ouvre en janvier 2023 dans le Cotentin

## Liste de béguinages

### En Belgique
La Belgique est un pays dans lequel les béguinages ont prospéré au cours du Moyen Âge. En particulier, treize béguinages flamands y sont inscrits au patrimoine de l'UNESCO :
- Béguinage de Hoogstraten
- Béguinage de Lierre
- Grand béguinage de Malines
- Béguinage de Turnhout
- Béguinage de Saint-Trond
- Béguinage de Tongres
- Béguinage de Termonde
- Petit béguinage de Gand
- Béguinage de Mont-Saint-Amand-lez-Gand
- Béguinage de Diest
- Grand béguinage de Louvain
- Béguinage de Bruges
- Béguinage de Courtrai

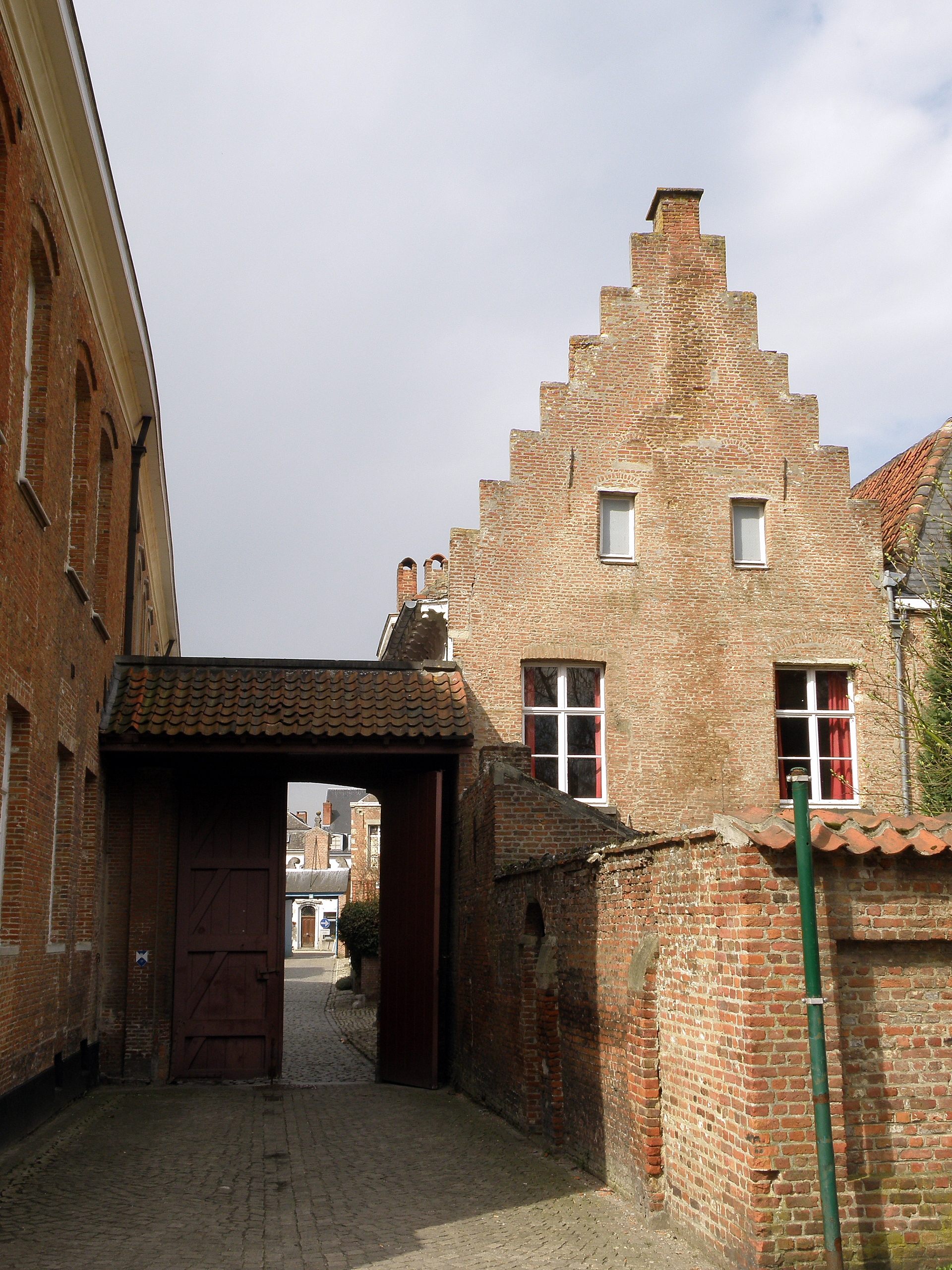
Portail d'entrée du béguinage de Lierre.
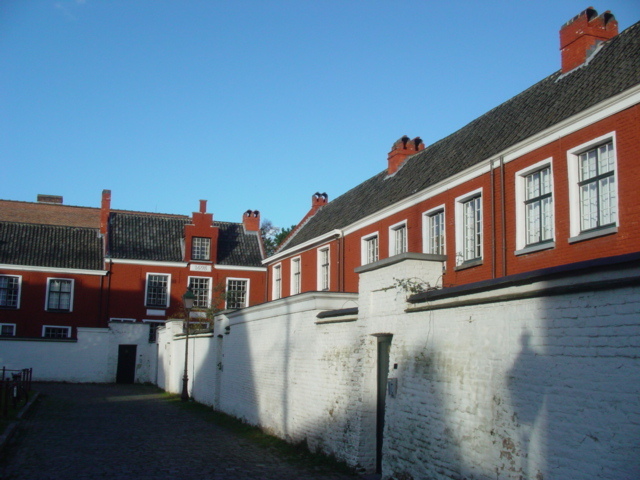
Petit béguinage de Gand (maisonnettes du XVIIe s.)
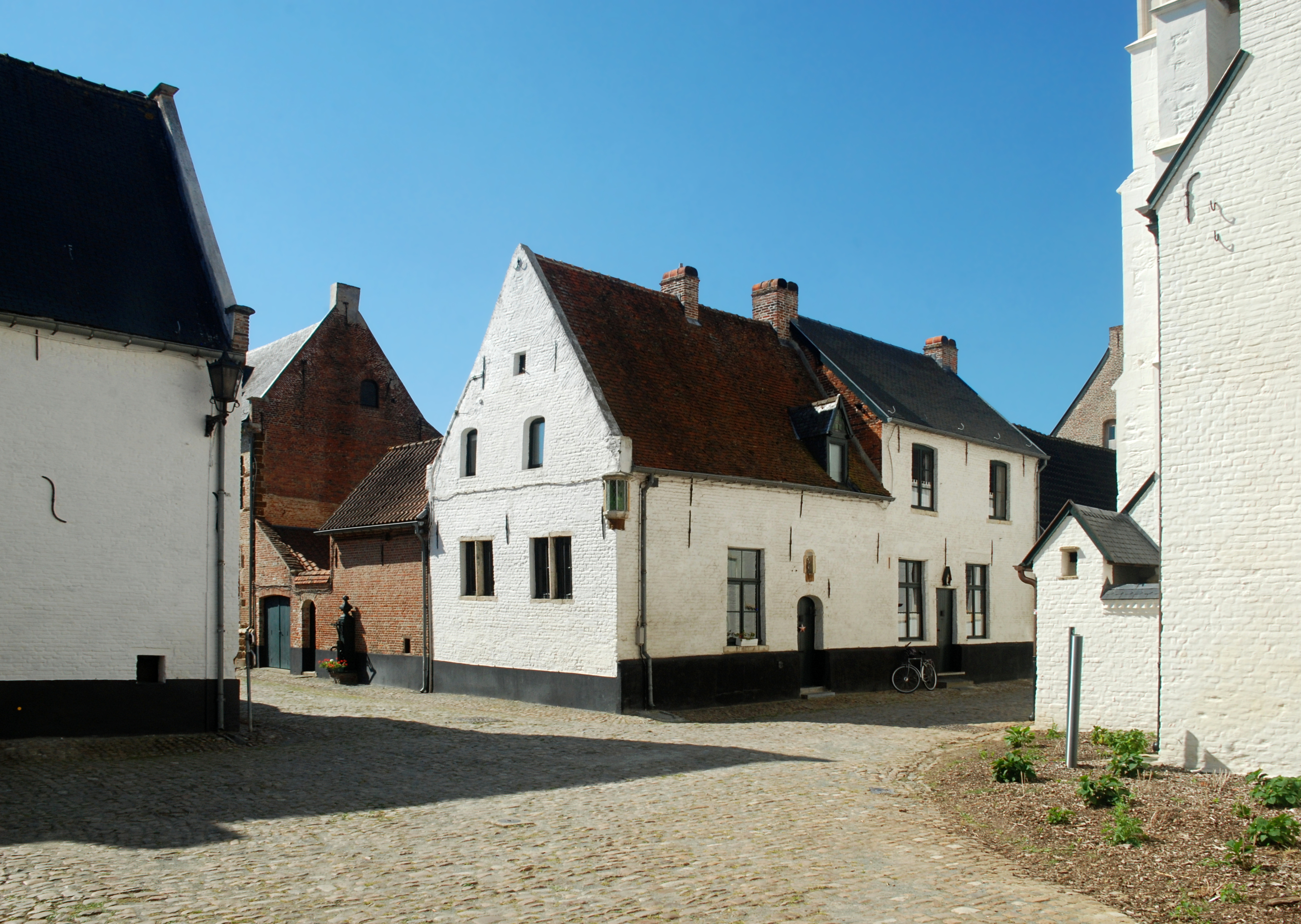
Béguinage de Diest (rue de l'Église).
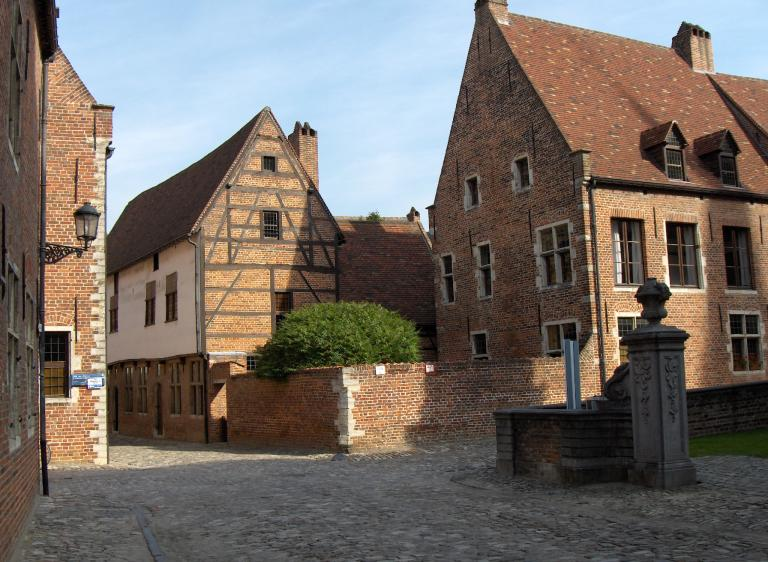
Le vieux centre du grand béguinage de Louvain.
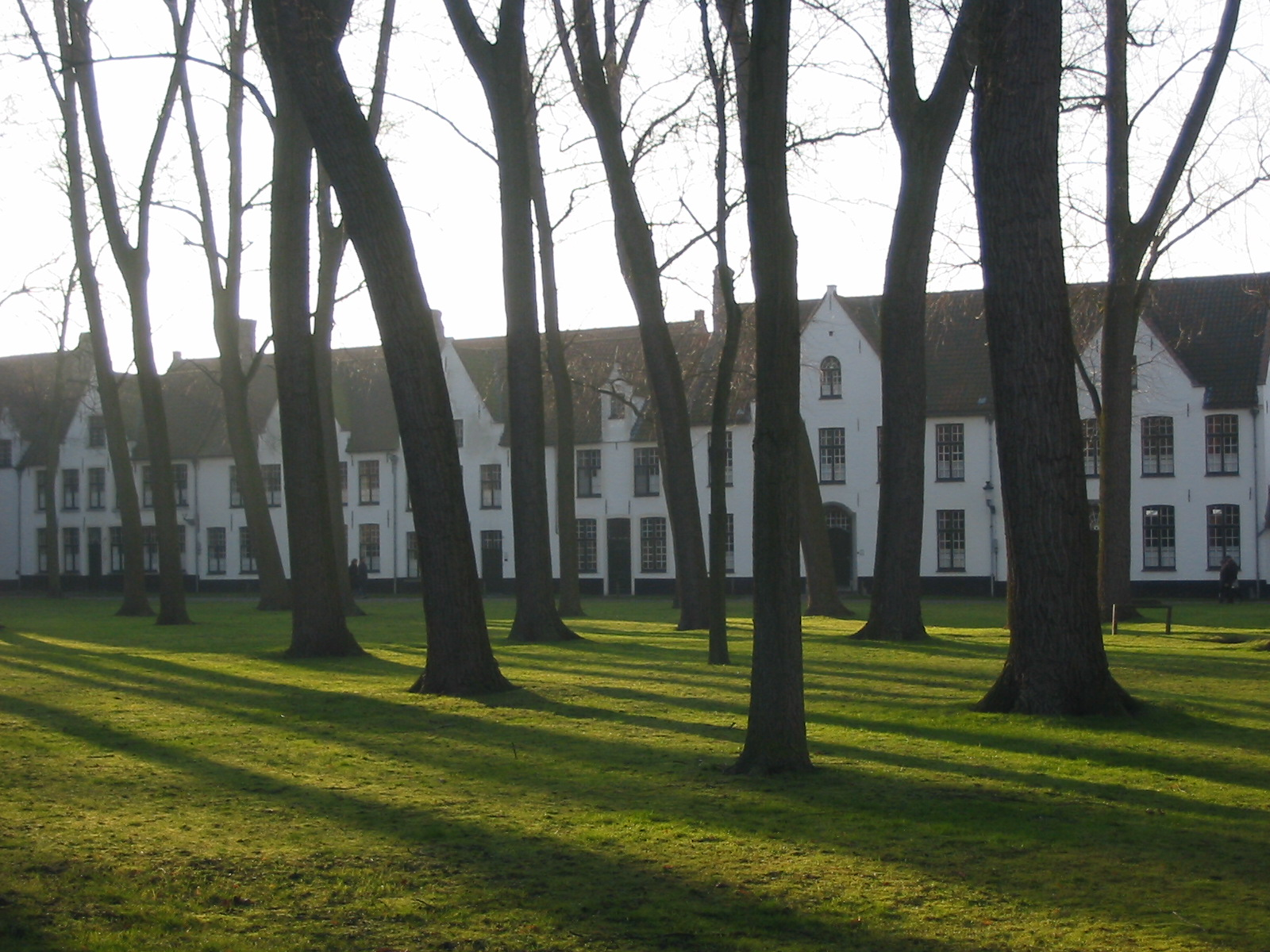
Béguinage de Bruges.
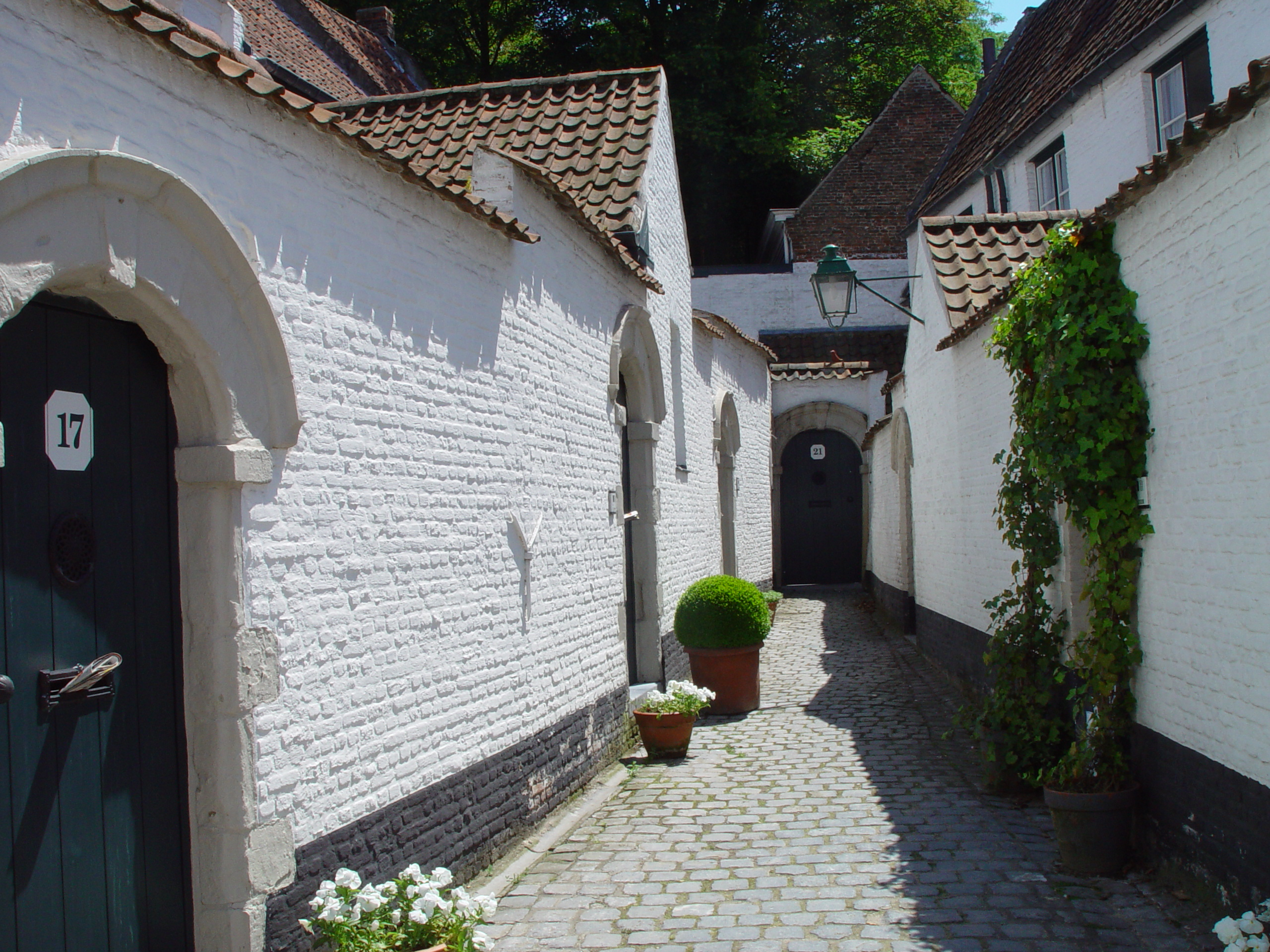
Ruelle du béguinage de Courtrai.

### Ailleurs
Au-delà de la Belgique, le développement du béguinage est moins important, mais il serait restrictif de limiter l’essor de ce mouvement aux seules Flandres historiques car des béguinages ont existé dans d'autres régions d'Europe du Nord, et même en Suisse.
Avant 1264, Louis IX installe une communauté de béguines à Paris.

## Béguinages modernes
À l'époque contemporaine, le béguinage se rencontre sous deux formes.

### Associations de femmes
En Allemagne s’est créée en 1998 la ferme de « Lieselotte », béguinage moderne, où s'associent librement des femmes de tous âges et conditions dans le but de vivre en communauté. Une part importante des béguinages allemands est aujourd'hui regroupée dans le « Beginenstiftung » dont le but est l'émergence de tels projets toujours réservés aux femmes. 
Le premier but est économique, visant l’autonomie par la création d’entreprises dans le domaine manuel, social, gastronomique ou éducatif.
Mais l'intérêt de ce centre est également de fournir à ces modernes béguines un lieu de retraite et de protection spécifiquement adapté aux femmes et à leurs enfants. Là, elles trouvent les moyens de s’entraider et d'échanger leurs expériences et leur pratiques, mais aussi se ressourcer et se détendre.

### Formule du «béguinage retraite»
Le béguinage désigne également aujourd'hui un mode de vie collectif pour des femmes seniors qui se réunissent avant la construction de l'habitat groupé (béguinage « hors les murs ») pour être actrices du projet très en amont de son ouverture, à la différence des résidences services seniors. Pratiqué essentiellement (compte tenu de l'Histoire), en Belgique, Hollande et dans le Nord de la France, il se développe aujourd'hui dans toute la France. Le béguinage revêt plutôt un aspect d'habitat groupé que celui d'un véritable projet pédagogique, éthique ou religieux. C'est aujourd'hui un modèle d'habitat inclusif ou API (Accompagné, Partagé et Intégré à la vie locale). 
Sans forcément revendiquer une appartenance spirituelle, la formule entend cultiver des valeurs de proximité, de bienveillance et de solidarité en vue de maintenir le lien social et d'offrir une réponse concrète à l'isolement et la solitude pouvant être ressentis en maison de retraite, dans les foyers et chez soi. Comme pour le cas d'une personne vivant à son domicile, il s'agit de mettre à disposition des logements individuels (maisons) ou collectifs (appartements) sécurisés et adaptés aux personnes âgées et en particulier à celles qui ont quelque peu perdu de leur mobilité. Outre les lieux d'habitation, où les résidents vivent en toute autonomie, des espaces de vie partagés sont mis à leur disposition.
Le béguinage est mixte dans la majorité des cas. Il s'adresse à des personnes seules ou à des couples.
Ces entités ne réclament qu'un loyer modéré dans la mesure où ces béguinages appartiennent le plus souvent au parc HLM. 
Cette formule de vie retraitée correspond à l'expression d'un besoin qui suscite de plus en plus d'intérêt et apparaît comme une réponse à l'enjeu sociétal majeur du vieillissement de la population et au désir des seniors de vivre le plus longtemps possible en toute autonomie. Plusieurs expériences d'habitats groupés pour seniors sont en cours. Parmi celles-ci, on peut citer celle du « Béguinage Solidaire », qui a ouvert ses portes au début de l'année 2019 à Luceau (dans la Sarthe) et accueillant 18 logements, ainsi que celle de Montmirail (dans la Marne), ouvert depuis septembre 2019 et réunissant 22 logements. Le groupe Vivr'Alliance, soutenu par l'économie sociale et solidaire, conçoit également des béguinages pour seniors et qui ont ouvert leurs portes à Tours (2019), Paray-le-Monial (2020), Mûrs-Erigné (2020) et Le Mans (septembre 2021). Il en est de même pour la Fraternité Saint-Joseph à Vannes.

## Galerie de vues sur d'autres béguinages

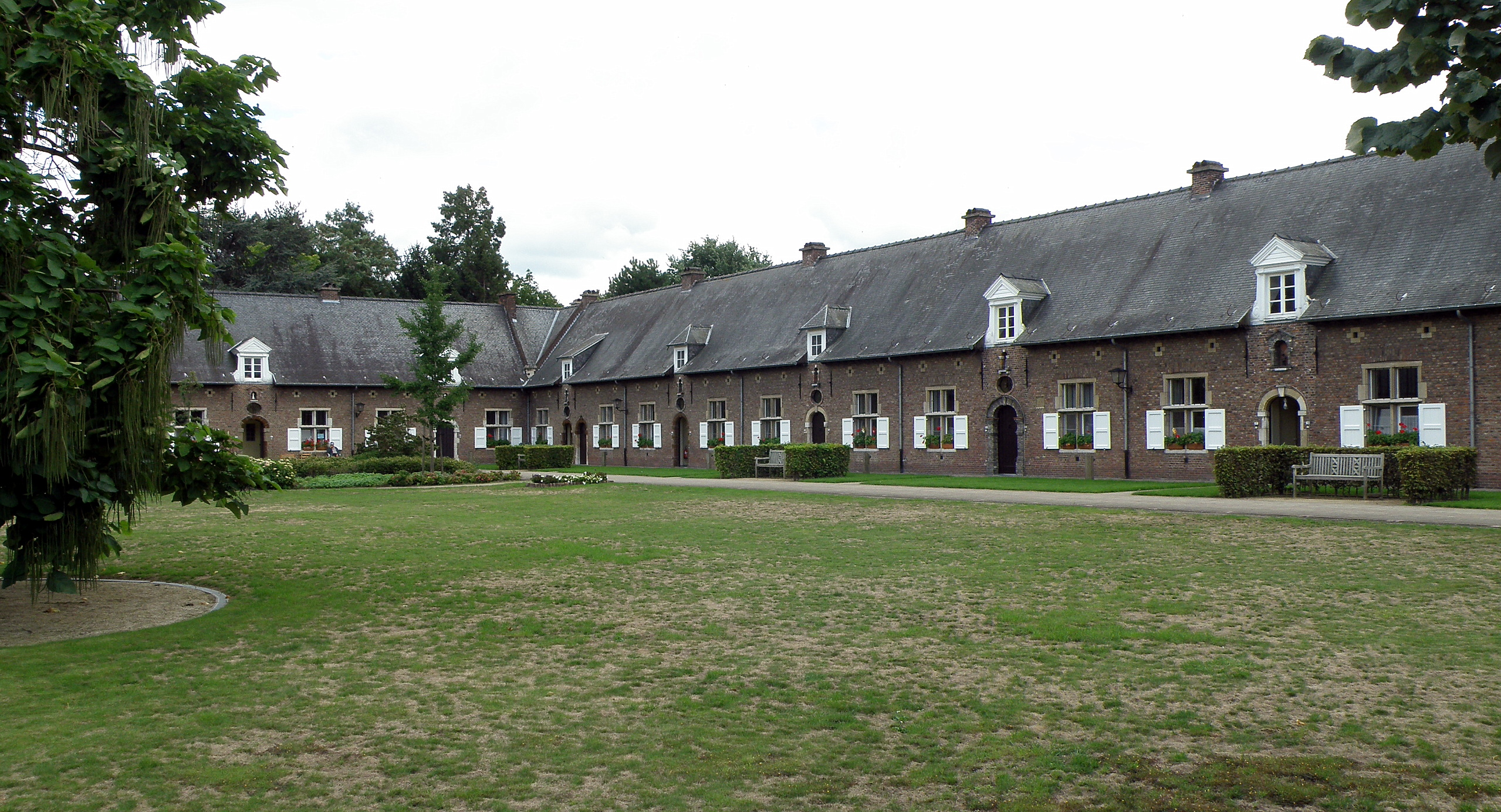
Béguinage d'Aarschot.
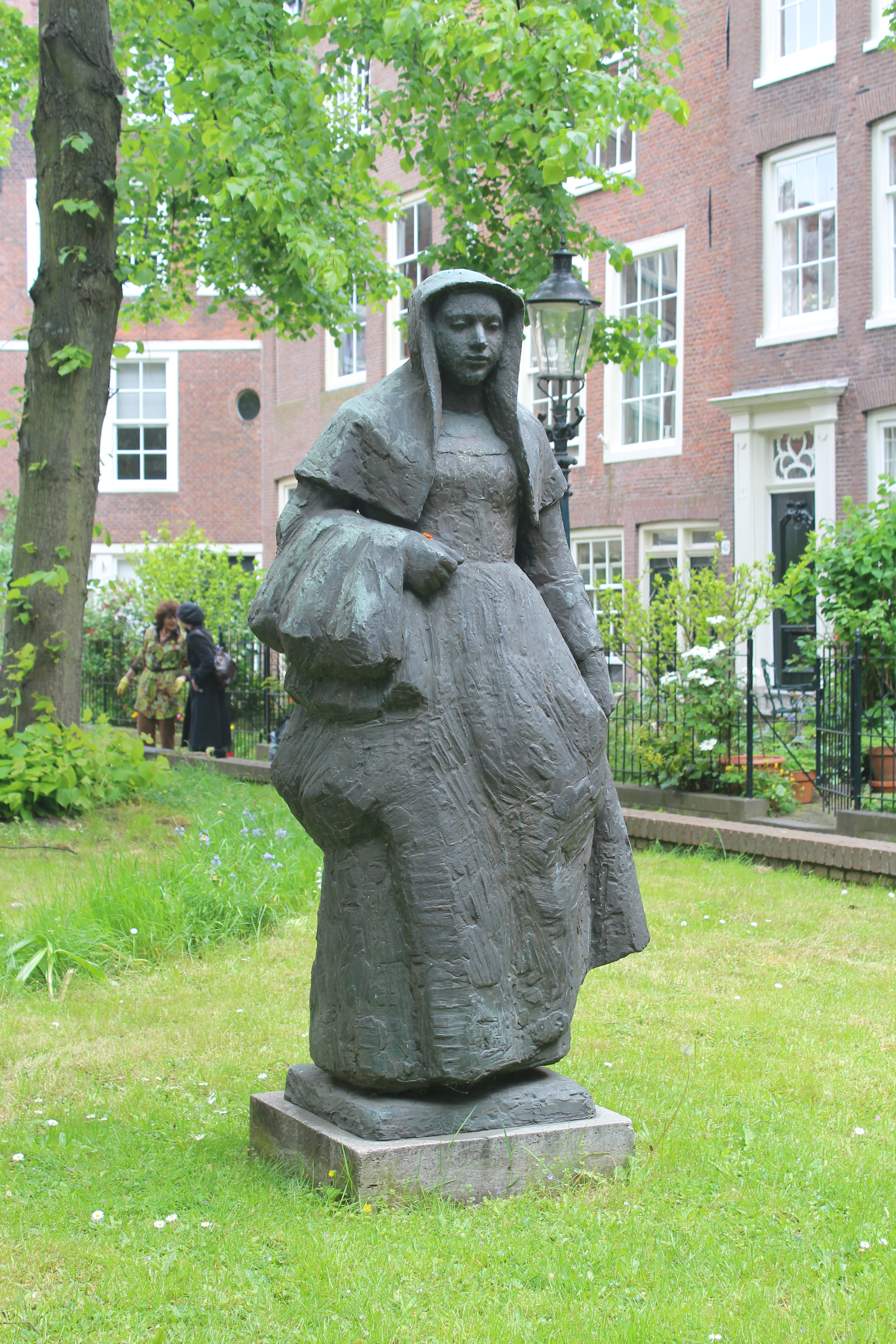
Statue d'une religieuse béguine Amsterdam.
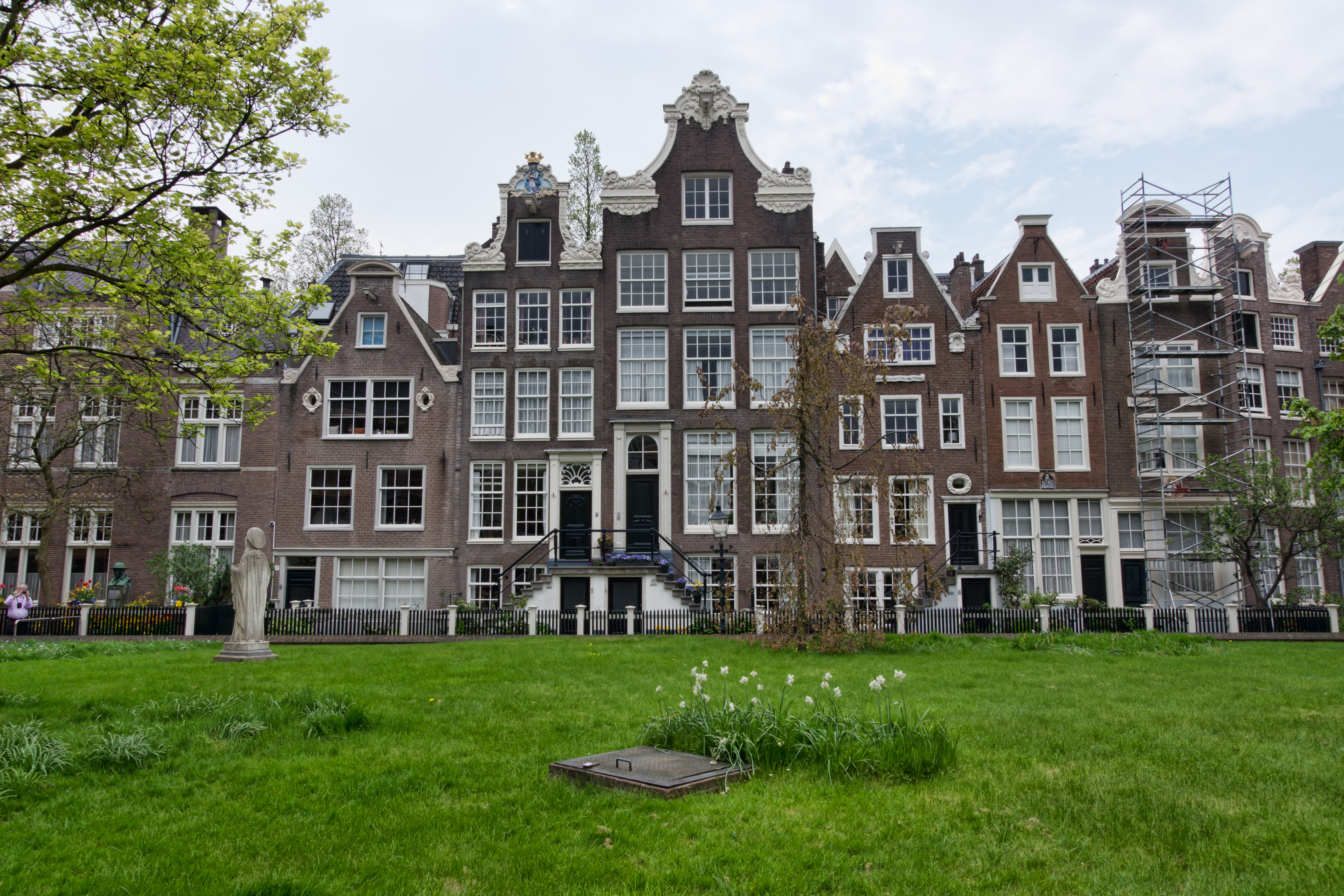
Maisons typiques du béguinage d'Amsterdam.
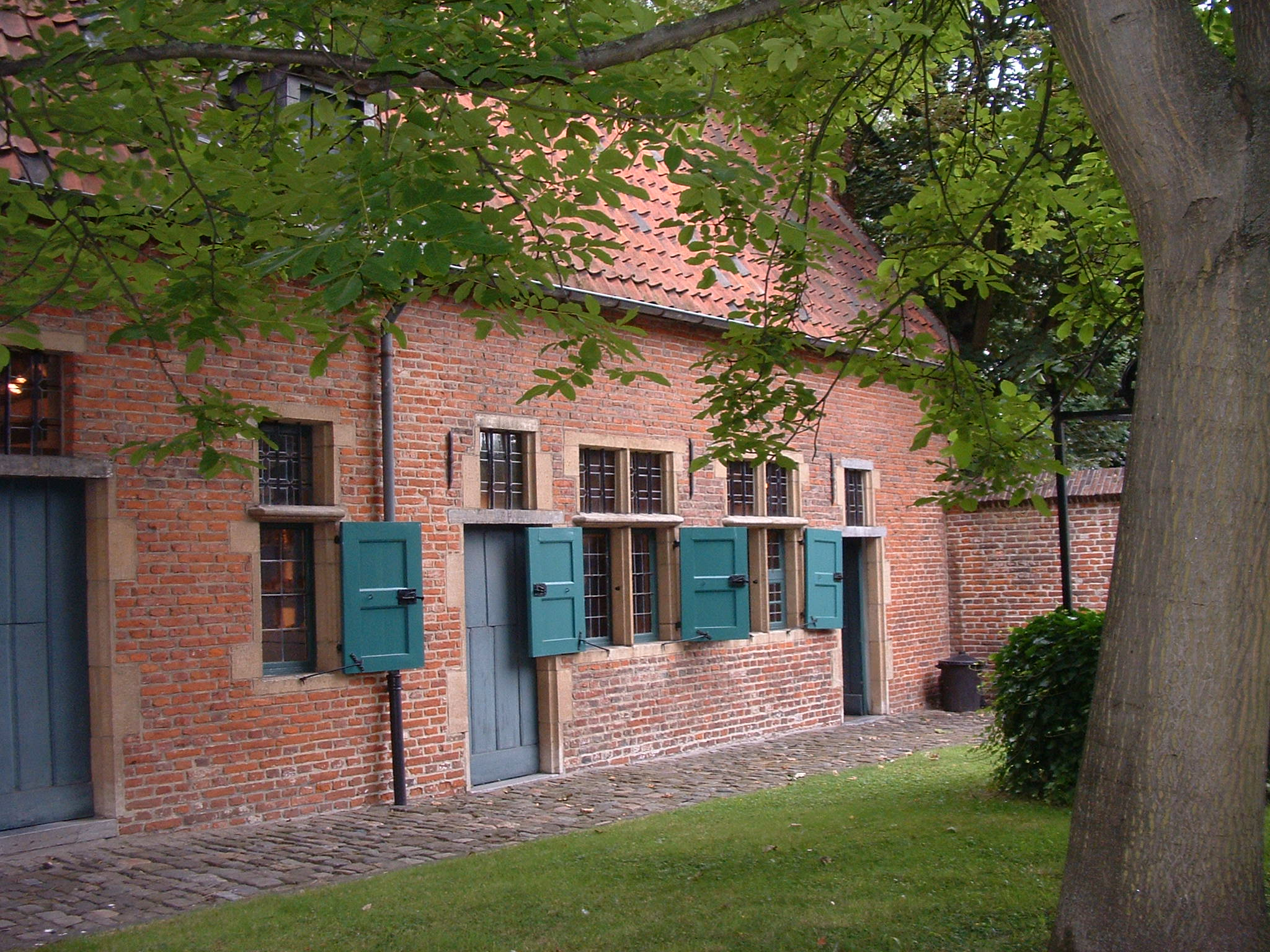
Maison de béguine, à Anderlecht.
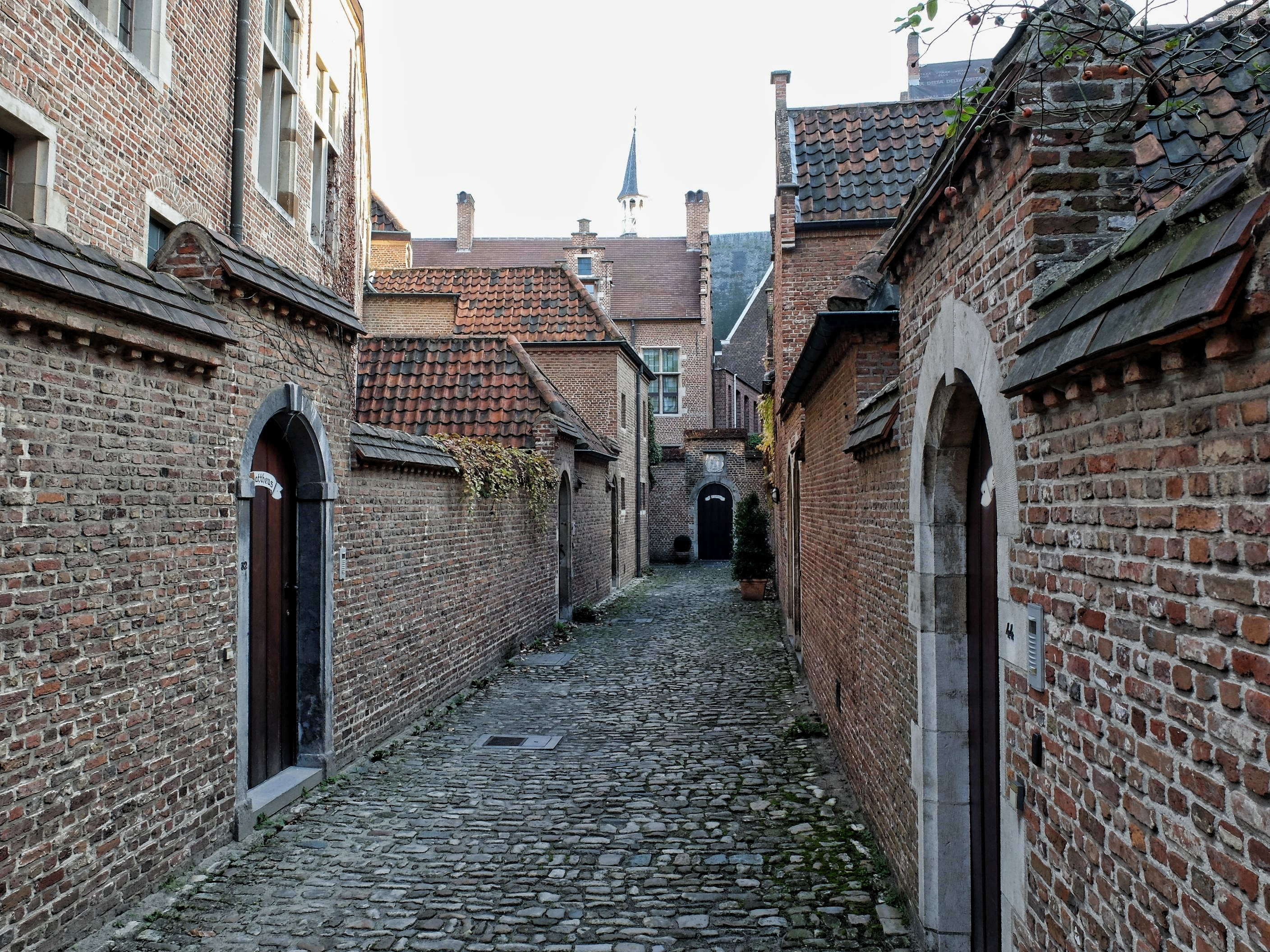
Béguinage d'Anvers.
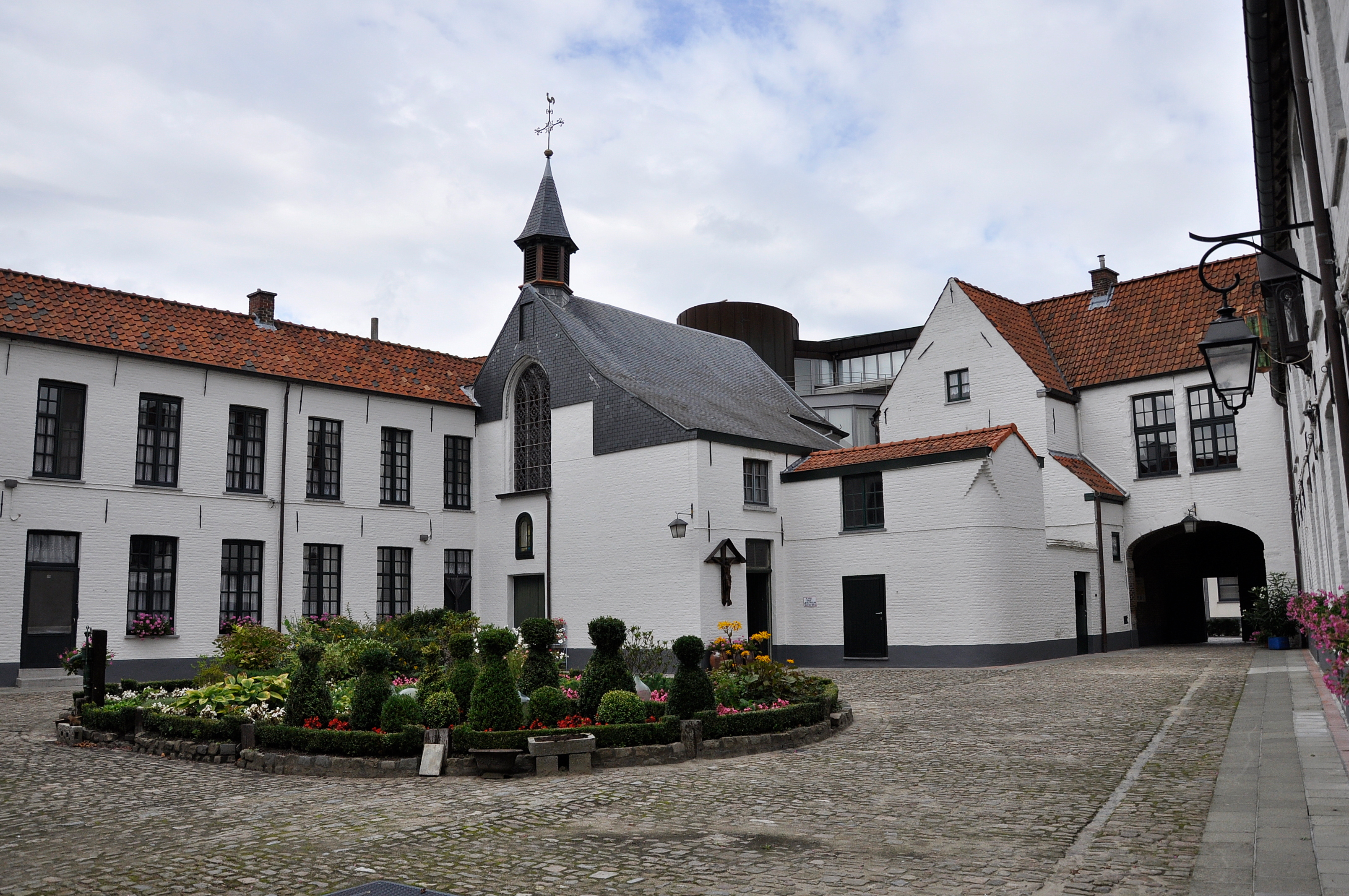
Béguinage d'Audenarde.
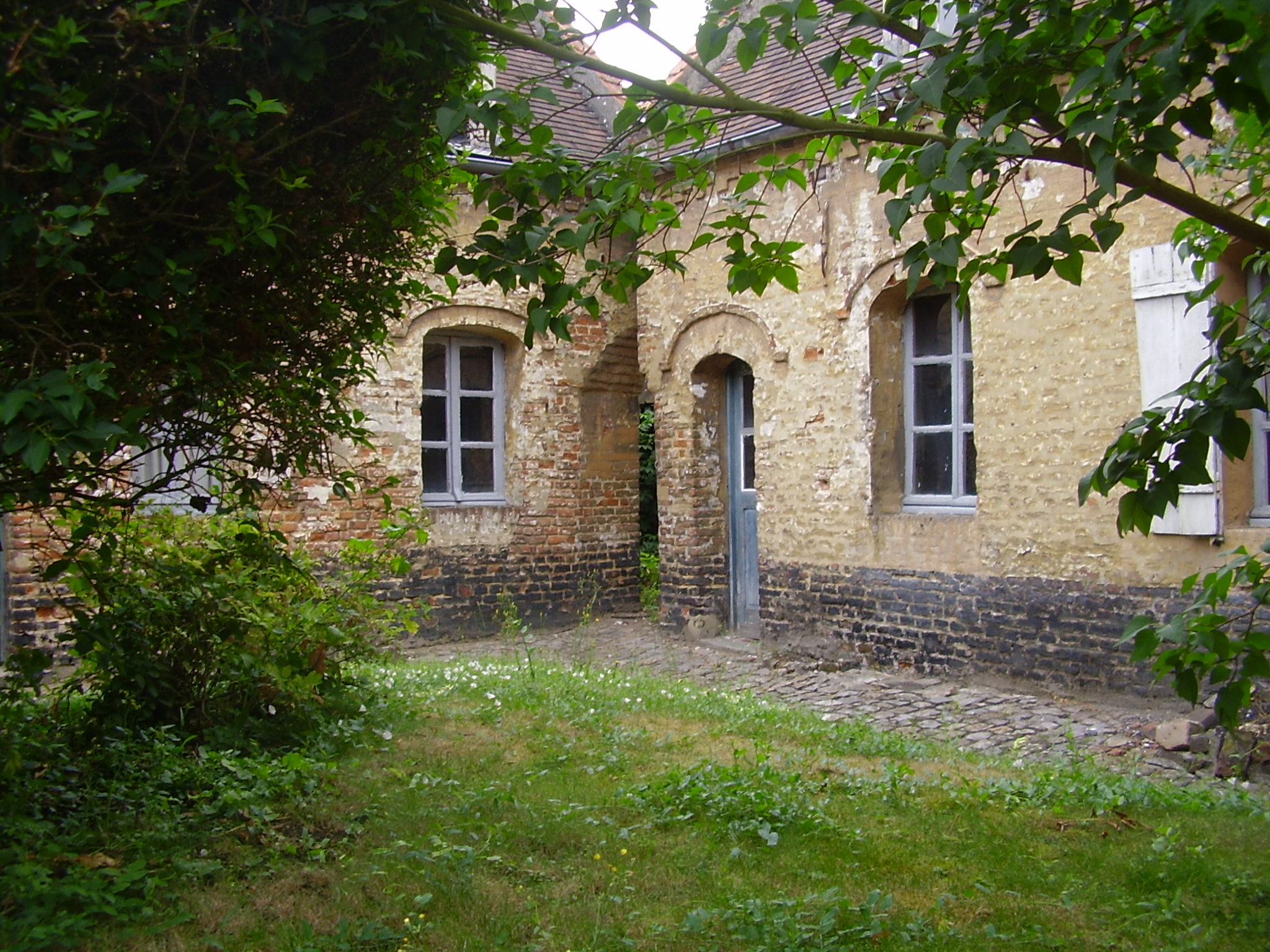
Cour du béguinage de Cambrai.